# 尖斑希蛛
尖斑希蛛（学名：Achaearanea oxymaculata）为球蛛科希蛛属的动物。在中国大陆，分布于海南、广西、四川等地，一般生活于树枝、枝干叉缝的稍上部。该物种的模式产地在海南琼海。